# Adolphe-Félix Cals

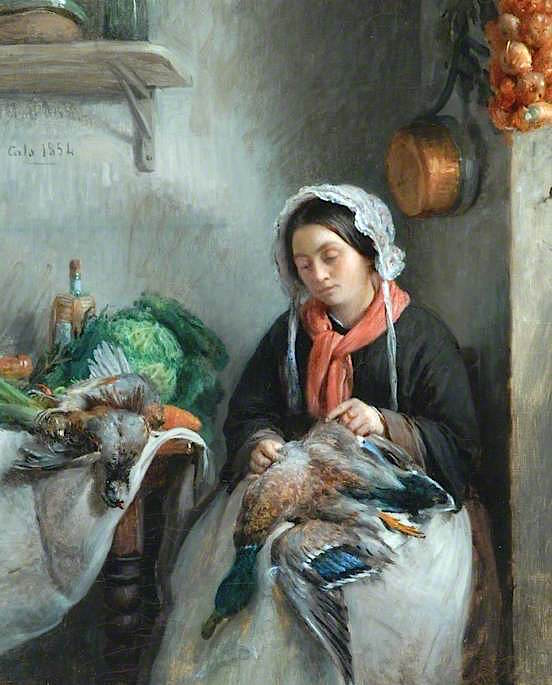
Eine Köchin, die eine Wildente rupft

Adolphe-Félix Cals (* 17. Oktober 1810 in Paris; † 3. Oktober 1880 in Honfleur) war ein französischer Maler und Kupferstecher. 
Adolphe-Félix Cals begann seine Lehre 1822 beim Graveur Jean-Louis Anselin, der sechs Monate später starb. Cals setzte die Lehre im Jahr 1823 bei Nicolas Ponce und schließlich bei Jean Bosq fort.
Er begann 1828 das Studium der Malerei an der École des beaux-arts de Paris bei Léon Cogniet. Danach unternahm er Studienreisen durch Frankreich.
Ab 1835 stellte er regelmäßig im Salon de Paris seine Porträts und Landschaften aus. Vor 1841 heiratete er Ermance Canelle Provisy, die er im Atelier von Léon Cogniet getroffen hatte. Sie wurden Eltern einer Tochter Marie. 
Von 1845 bis 1859 besaß er ein Atelier in Montmartre. Der Kunsthändler aus der Rue Laffitte, Pierre-Firmin Martin übernahm den Verkauf seiner Bilder. Er stellte ihn dem Kunstsammler Graf Armand Doria vor, der ihn in sein Schloss in Orrouy einlud, wo Cals die Jahre von 1858 bis 1869 verbrachte.
Von 1869 bis 1870 malte er Landschaften von Valois, Interieurs, Frauenstudien und Porträts, die von den Freunden des Grafen Doria erworben wurden.
Die Freunde von Johan Barthold Jongkind sammelten das Geld, das Cals ermöglichte, den niederländischen Maler nach Paris zu holen, um ihn dort aus einem tiefen Alkoholismus zu heilen. Von 1868 bis 1870 stellte Jongkind im Salon aus.
1863 stellte er zusammen mit Claude Monet, Edgar Degas und Camille Pissarro im „Salon des refusés“ (Salon der Abgelehnten) aus. 
1871 kaufte er ein Haus in der Künstlerkolonie Honfleur, behielt aber seine Pariser Wohnung. 
1879 nahm er gemeinsam mit Edgar Degas, Claude Monet, Camille Pissarro, Jean-Louis Forain und Henri Rouart auf der Ausstellung der „Intransigeants“ (der Kompromisslosen) teil.
Auf Einladung von Monet nahm er an der ersten Ausstellung impressionistischer Maler von 1874, dann von 1876 bis 1880 teil.